# Uintaceras
Uintaceras — вимерлий рід носорогів середнього розміру, який мешкав у Північній Америці (штати Вайомінг і Юта) протягом середнього еоцену, і лише типовий вид U. radinskyi, названий у 1997 році, наразі міститься в роді. Uintaceras є найдавнішим і найпримітивнішим наразі відомим видом Rhinocerotidae, хоча він, можливо, належав до власної, наразі невідомої, окремої родини. Сумнівний вид Forstercooperia (Hyrachyus) grandis (Radinsky, 1967; Peterson, 1919) також, можливо, є тією ж твариною, що і Uintaceras, хоча азійський матеріал F. grandis можна віднести до Forstercooperia злиття.
Uintaceras важили близько 220 кілограмів, коли вони повністю виросли. Це була відносно струнка тварина, і Uintaceras нагадував типового гіракодонта (наприклад, Hyracodon), але відрізнявся від гіракодонтів через наявність примітивної чотирипалої руки та ряду інші особливості будови ніг, які явно не призначалися для швидкого і тривалого бігу.